# Prăjești (gmina Prăjești)
Prăjești – wieś w Rumunii, w okręgu Bacău, w gminie Prăjești. W 2011 roku liczyła 1869 mieszkańców.